# ダイレクトドライブ
ダイレクトドライブ (Direct drive) とは、電動機（モーター）の回転力を間接的機構（ギアボックスなど）を介さずに直接、駆動対象に伝達する方式、または機構である。

## 利点
1. 高効率：損失、特にフリクションロス（ベルト、チェーン、歯車、減速機（ギアボックス）の摩擦による損失）を最小限にすることができる。
2. 低騒音：シンプルな機構で、接触部が従来機構よりも減っている。これは、接触や振動を起こす部品が減っていることを意味し、その分の騒音を小さくすることができる。
3. 長寿命・高信頼性：動作機構部品が減っているため、メンテナンスや交換の頻度が減り、故障頻度も低くなる。従来の方式、特にゴムベルトを使用しているものは寿命が短く、故障の原因になりがちである。このため、メンテナンスを定期的に行う必要があった。とくにクォーツなどによるサーボ制御を用いると、より一層安定した回転数が望める。
4. 低回転時でも高いトルクを得ることができる。
5. 高精度：バックラッシュが無いので高精度の位置決めが可能である。

## 欠点
この方式の主な欠点は、特別なモーターを必要とする点である。通常のモーターは、高回転時（たとえば、1,500 - 3,000 rpm）に最も高い効率を得られるように設計されており、たとえばファンなどには最適である。
レコードプレーヤーのターンテーブルでのダイレクトドライブ方式は、他の機械類と異なり、非常に低い回転速度（33と1/3または45および78rpm）を維持したまま、高いトルクかつ高い回転精度が必要となる（精度が得られない場合は、ワウフラッターと言う、再生音の音程やテンポが揺れる現象が発生する）。低い回転数をコンスタントに保つためのモーターは、高回転モーターに対して、物理的に大きくなってしまう。たとえば、ベルト駆動のターンテーブルに使用するモーターの直径は約2.5 cmであるが、ダイレクトドライブ方式のモーターは直径約10 cmとなる。当然の事ではあるが、ベルトドライブの製品より、コストがかかるため、販売価格は上昇する。
また、ダイレクトドライブ方式は、回転数を精密に制御する機構を必要とする。高回転モーターにおける多少の電圧変動は、従来の機構においては、回転数の変動は間接機構の介在（慣性など）により無視できる程度に収まるが、ダイレクトドライブ方式では回転速度に直接影響する。用途にもよるが、これを回避するためには、電圧管理を厳しくしたり、回転数センサーの精度を上げてフィードバックを行うなどの工夫が必要となる。
サスペンション付き車輪の直接駆動に使用する場合、バネ下質量の増大をもたらし、吊り掛け駆動方式にも勝る耐衝撃性の高いダイレクトドライブモーターが要求される。

## 用途
ダイレクトドライブ方式は、いくつかの製品で採用されている。

### 高速用途
- ファン

さほど精度は必要ない。回転数はファンの用途（強制空冷や静音化など）によるが、概ね1,000 - 12,000rpm。
古くからの扇風機や換気扇もファンとモーターが直結されているが、ことさらに「ダイレクトドライブ」と呼ばれることはない。
- ハードディスクドライブ

高い精度を必要とする。5,400・7,200・10,000・15,000rpmが主立ったものである。
- ビデオデッキのヘッド

高い精度を必要とする。NTSCでは1,800rpm、PALでは1,500rpm。
- DATレコーダー、およびDATプレーヤー、コンピュータ用DDSドライブユニットのヘッド

高い精度を必要とする。

### 中速用途
- リムーバブルメディア全般のスピンドルモーター：高精度。
  - フロッピーディスクドライブ、MOドライブ、MDレコーダー/プレーヤー、ほか。
  - CDプレーヤー - 標準の規格では内周から外周にかけて 200-530 rpm の間で変化。ただし携帯用途や車載用途では音飛び防止の先読みのためにさらに高速回転。コンピュータ用途(CDドライブ)では高速アクセスのためにさらに高速回転。
  - DVDレコーダー/プレーヤー、ブルーレイディスクレコーダー/プレーヤー、ほか
- カセットデッキを含むテープデッキのキャプスタンモーター：高精度。主に高級機に採用されていたが、1980年代末期から1990年代初頭にかけてごく一部の普及クラスの3ヘッドタイプのカセットデッキにも採用された機種が存在した。

### 低速用途
- レコードプレーヤー：高精度。 33 1/3・45・78 rpm 。
- テープデッキのリールモーター：高級機にダイレクトドライブを採用した機種が存在した。供給側リールモーターは発生トルクと逆方向に回転させられる。早巻き時は中速用途となる。

### その他
上記の他に、色々な分野でダイレクトドライブの採用がなされている。
- 洗濯機：東芝が1997年、世界に先駆けてダイレクトドライブ方式の洗濯機を発売した。近年では普通の全自動洗濯機では高価格な機種が減ったためベルトドライブに回帰している。また、日立製作所は一時期、ベルトでなくギアを使用したものをダイレクトドライブと呼称していた[1]。
- 電車：東日本旅客鉄道（JR東日本）が2002年1月に、ダイレクトドライブ方式の試作電車E993系を製造した。これと前後して、京葉線の103系のうち一輌のみを改造し、営業運転を行いながら試用した。これらの試験結果を踏まえ、2006年3月にE331系の量産先行車が登場したが、ダイレクトドライブ方式が他の系列に波及することなく2011年1月に運用を離脱し、そのまま2014年4月に廃車となった。鉄道総合技術研究所が研究を続けている軌間可変電車のうち、1998年に試作されたGCT-01型にもダイレクトドライブ方式が試用された。一方、欧州においては、超低床路面電車のバリオバーンで実用化されている他、シーメンスが開発したSyntegra（英語版）システムがミュンヘン地下鉄のB型に試験搭載され、営業運転を行いながら試用されていた。
- 工作機械：マシニングセンタなどの主軸で多くの採用例が見られ、サーボモータと組み合わせる事で高い位置決め精度をバックラッシュの影響無く再現し、回転数と送り速度を同期させたタップによる加工が可能となる。